# Laselva
Laselva là một chi bọ cánh cứng trong họ Chrysomelidae.
Chi này được miêu tả khoa học năm 2007 bởi Furth.

## Các loài
Chi này gồm các loài:
- Laselva triplehorni Furth, 2007